# Ricardo de Irezábal
Ricardo de Irezábal y Benguría (Bilbao, 14 de junio de 1910 - Madrid, 14 de junio de 1987), fue intendente mercantil, directivo del Atlético de Madrid y presidente de este club en 1980.

## Biografía
Ricardo de Irezábal nació en Bilbao en 1910. Tras la Guerra Civil vivió durante unos años exiliado en México. Su padre, de igual nombre, había sido presidente del Athletic Club y vicepresidente de la Federación Española, y en 1937 se situó al frente, como delegado, de la Selección de fútbol de Euskadi, en su gira por Europa y América.
Ricardo de Irezábal era amigo personal del entonces presidente del Atlético de Madrid Vicente Calderón, quien lo nombró tesorero del Club en 1968. Al dimitir Calderón el 16 de junio de 1980, De Irezábal ocupó provisionalmente la presidencia, convocando elecciones para el 24 de julio de ese mismo año.
El 31 de julio de 1980 fue relevado en la presidencia por Alfonso Cabeza, único candidato que había presentado los avales exigidos en las elecciones convocadas.